# Cloud Atlas (film)
Cloud Atlas är en tysk-amerikansk science fiction-film från 2012 skriven och regisserad av syskonen Wachowski och Tom Tykwer, med Tom Hanks, Halle Berry, Jim Broadbent och Hugo Weaving i de ledande rollerna.
Filmen är baserad på boken med samma namn skriven av David Mitchell. Filmen utspelar sig under sex olika tidsperioder och har flera handlingar, och många av  skådespelarna spelar flera olika roller.

## Handling
I filmen vävs sex historier, som spänner över flera århundraden, samman i ett science fiction-äventyr som tar med publiken på en episk filmupplevelse – från en omvälvande och ödesdiger seglats över Söderhavet, via ett mordmysterium i 1970-talets San Francisco, till framtida Neo Seoul i Korea där mänskliga kloner hålls som slavar, ända till tiden efter den stora katastrofen. Idén om återfödelse gör sig ständigt påmind i filmen.

## Rollista
| Tom Hanks      | – Dr. Henry Goose/Hotellportier/Isaac Sachs/Dermot Hoggins/Skådespelare i filmen "The Ghastly Ordeal of Timothy Cavendish"/Zachry |
| Halle Berry    | – Infödingskvinna/Jocasta Ayrs/Luisa Rey/Partygäst/Ovid/Meronym                                                                   |
| Jim Broadbent  | – Captain Molyneux/Vyvyan Ayrs/Timothy Cavendish/Koreansk musiker                                                                 |
| Hugo Weaving   | – Haskell Moore |
| Jim Sturgess   | – Adam Ewing |
| Bae Doona      | – Sonmi/Tilda Ewing |
| Ben Whishaw    | – Robert Frobisher |
| Keith David    | – Joe Napier |
| James D'Arcy   | – Unge Rufus Sixsmith/Gamle Rufus Sixsmith                                                                                        |
| Xun Zhou       | – Yoona-939 |
| David Gyasi    | – Autua |
| Susan Sarandon | – Madame Horrox/Older Ursula/Abedissan                                                                                            |
| Hugh Grant     | – Pastor Giles Horrox |
| Robert Fyfe    | – Old Salty Dog |
| Martin Wuttke  | – Mr. Boerhaave |